# Lilit Hovhannisyan
Lilit Hovhannisyan (en armenio: Լիլիթ Հովհաննիսյան, Ereván, 7 de diciembre de 1987), es una cantante de pop armenio.

## Carrera
En 1996 Lilit fue finalista de la primera temporada de Hay Superstar, la versión armenia de Pop Idol. Fue eliminada el 3 de julio de 2006, quedando cuarta de los diez participantes.
Lilit ha tenido varios sencillos exitosos desde 2011. En junio de 2017, su video musical para Im tiknikn es tiene más de 73 millones de visitas, y sus videos musicales para Gnchu y Es Em Horinel y De El Mi han logrado más de 5 millones de visitas en YouTube, y los videos de Im Srtin Asa, Te Axchiq Lineir, Eli Lilit y Armenian Girl han logrado más de 38 millones de visitas. El 29 de septiembre de 2013, Lilit realizó un concierto en solitario titulado 'Top Stars of Armenia' junto a Mihran Tsarukyan en Los Ángeles, California, en el Pasadena Civic Auditorium.

## Vida personal
Lilit se casó con el compositor y productor de discos armenio Vahram Petrosyan el 29 de junio de 2011. [cita requerida]

## Discografía

### Álbumes de estudio
| Título | Detalles del álbum                                 |
| ------ | -------------------------------------------------- |
| Nran   | - Publicado. 2011 - Formatos։ CD, descarga digital |

### Singles
- "Voch-Voch" (2011)
- "Nran" (2011)
- "Mayrik" (2011)
- "Soy Srtin Asa" (2012)
- "Too-Too-Too" (2012) (producido por DerHova)
- "Te Aghjik Lineir" (2012)
- "Es Em Horinel" (2012)
- "Requiem" (2013)
- "Qez Mi Or Togheci" (2013)
- "Gnchu" (2013)
- "Eli Lilit" (2013)
- "Elegia" (2013)
- "Qez Khabel Em" (2014)
- "Armenian Girl" (2014) (producido por DerHova)
- "Indz Chspanes" (2014)
- "De El Mi" (2014)
- "Im tiknikn es" (2015)
- "Mexicano" (2015) (armenio, español)
- "Im Ser, Atum Em Qez" (2015)
- "Im bajin sere" (2016)
- "HETDIMO" (2016)
- "Hin Chanaparhov" (2016)
- "Avirel Es" (2017)
- "Canción de los Balcanes" (2018)
- "Búlgaro" (2018)
- "Tshnamus chem cankana" (2018)

## Premios y logros
Aquí están cronológicamente los premios que Lilit Hovhannisyan ha recibido hasta ahora.
| Año  | Premio                                    | Categoría                                | Ciudad      | Resultado |
| ---- | ----------------------------------------- | ---------------------------------------- | ----------- | --------- |
| 2008 | Premios Yntsa                             | El gran premio                           | Ereván      | Ganó      |
| 2008 | Premios Nacionales de Música de Armenia   | La Revelación del Año                    | Ereván      | Ganó      |
| 2009 |                                           | La canción más descargada                |             | Ganó      |
| 2009 | Premios Nacionales de Música de Armenia   | Mejor cantante femenina                  | Ereván      | Ganó      |
| 2009 | Premios Nacionales de Música de Armenia   | Mejor banda sonora del año               | Ereván      | Ganó      |
| 2010 |                                           | El premio de los armenios más deseables  |             | Ganó      |
| 2011 | Hayfanat                                  | Mejor dueto del año                      | Armenia     | Ganó      |
| 2011 | Premios Dar 21 TV Music                   | Mejor dueto del año                      |             | Ganó      |
| 2012 | Revista de facto                          | Mejor cantante femenina del año          |             | Ganó      |
| 2012 | Premios Dar 21 TV Music.                  | Mejor video del año                      |             | Ganó      |
| 2012 | Premios Dar 21 TV Music.                  | Mejor cantante femenina                  |             | Ganó      |
| 2012 | Argamblog                                 | La mujer más comentada y popular         |             | Ganó      |
| 2012 | Compañía de televisión pública de Armenia | El mejor video de abril                  | Ereván      | Ganó      |
| 2012 | Compañía de televisión pública de Armenia | El mejor video de septiembre             | Ereván      | Ganó      |
| 2012 | Compañía de televisión pública de Armenia | El mejor video de diciembre              | Ereván      | Ganó      |
| 2013 | Premios armenios Pulse Music              | Mejor vídeo de 2013 (Es em Horinel)      | Ereván      | Ganó      |
| 2013 | Premios armenios Pulse Music              | La mejor canción de 2013 (Es em Horinel) | Ereván      | Ganó      |
| 2013 | Premios de la Música de Armenia           | La mejor cantante femenina               | Ereván      | Ganó      |
| 2014 | World Armenian Entertainment              | La mejor cantante femenina               |             | Ganó      |
| 2014 | Premios Dar 21 TV Music.                  | La mejor cantante femenina               |             | Ganó      |
| 2015 | Premios Dar 21 TV Music                   | El mejor video de baile ("De el mi")     |             | Ganó      |
| 2015 | Premios Dar 21 TV Music                   | La mejor portada del año                 |             | Ganó      |
| 2016 | Premios Pan Armenian Entertainment        | La mejor cantante femenina               | Los Ángeles | Ganó      |